# 宗孝忱

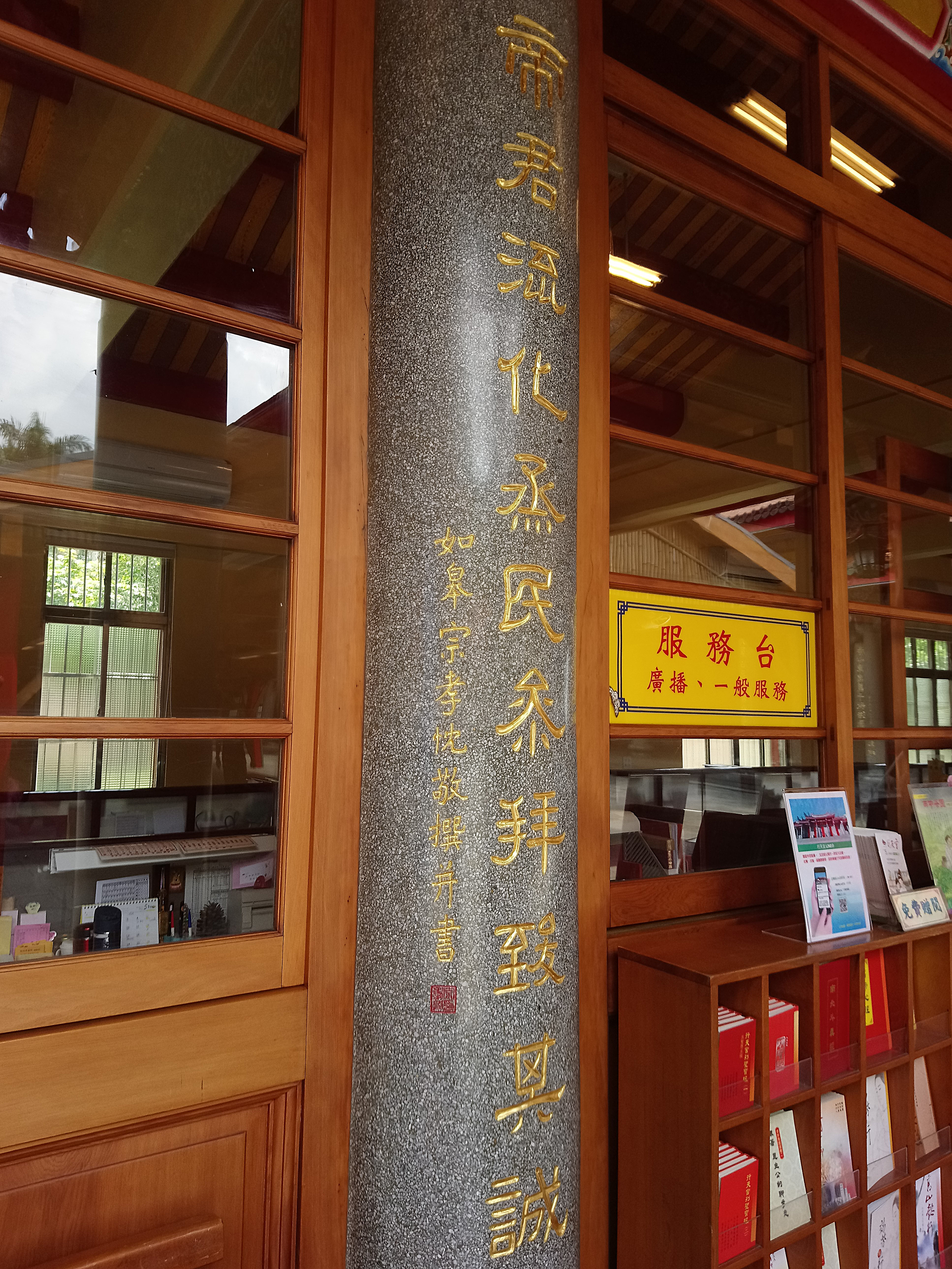
三峽行修宮內宗孝忱敬撰并書「帝君流化蒸民忝拜致其誠」楹聯

宗孝忱（1891年—1979年），字敬之，出生於中國江蘇如皋。書法家，曾任國立臺灣大學教授。

## 生平
幼年隨翰林沙元炳讀詩，喜愛古典文學。1912年畢業於如皋縣立師範學校，前往日本留學，就讀東京大學法學系。學成返國之後，先後擔任如皋縣立師範學校國文教師、國立東南大學教授、江蘇省立法政大學教授。
1924年當選江蘇省參議員，而後又出任江蘇省政府諮議、秘書長等職。在南京期間由省長韓國鈞引薦，與張學良相識，而深獲其賞識，延攬為西安行營秘書，成為智囊。西安事變之後，宗孝忱返鄉，對日抗戰期間在何克謙麾下，擔任江蘇省保安第四旅諮議，輾轉在新生港、木并茶、陸莊、碾砣港等地抵抗日軍。八年抗戰勝利後，宗孝忱便前往日本講學，出任東京大學、早稻田大學教授。
1953年至臺灣講學，而後便定居於臺灣。在臺灣擔任臺灣省立師範大學、國立臺灣大學教授，並曾擔任中華民國總統府參議。

## 書法成就
宗孝忱自幼變酷愛書法，兼習各體，對於小篆尤其擅長，聲名遠播。宗氏的篆書主要研習秦小篆，取法泰山刻石、嶧山石刻等作品，評論家認為其「用筆婉轉流暢，線條勻淨溫潤，圓秀細勁。」
其行書、楷書則取法二王，評論家認為「筆劃瘦硬秀勁，飄逸不失沉著，婀娜更含剛鍵，風格清新。」

## 著作
- 《觀魚廬稿》
- 《秦關鴻雪》
- 《孝忱詩文集》
- 《書法溯源》
- 《書法十二講》